# Окрузи Северозападних Територија
Окрузи северозападних територија (енгл. Districts of the Northwest Territories). Величина и пространсво канадских северозападних територија (службено вођених под именом као „Северо−западне територије“ од 1870. до 1906. године) значила је да је током већег дела своје историје била подељена на неколико округа ради лакше администрације. Број и величина ових територијалних округа варирали су како су се стварале и шириле друге провинције и територије Канаде. Окрузи северозападних територија су укинути 1999. године стварањем територије Нунавут и смањењем северозападних територија на садашњу величину.

## Приокрузи Северозападне територије
Северозападне територије су биле управљане као јединствен ентитет, без округа, од 1870. до 1882. године.
Канада је преузела контролу над Рупертовом земљом и северозападном територијом од компаније Хадсон Беј 1870. године. Исте године, мали део Рупертове земље спојен, интегрисан, је у провинцију Манитоба, али је остатак области спојен и преименован у Северозападне територије. Овај регион је обухватао огромну већину данашњег копна Канаде и покривао је подручје величине западне Европе.
Године 1876. Северозападне територије су се смањиле када је Канада површину од 590.932 km2 (228.160 sq mi),  између Манитобе и Онтарија и дуж целе западне обале залива Хадсон, одвојила и основала територију под називом Дистрикт Киватин. Ову аутономну територију не треба мешати са „окрузима“ који ће касније бити створени у оквиру северозападних територија.
Уједињено Краљевство је, 1880. године, Канадски Арктички архипелаг уступило Канади и ова земља је додата северозападним територијама.

## Временска линија
| Област     | Основана | Укинута | Данашња локација                         | Територија | Напомене |
| ---------- | -------- | ------- | ---------------------------------------- | --- | --- |
| Алберта    | 1882.    | 1905.   | Алберта                                  | - „Јужноцентрални и југозападни” део савремене провинције Алберта | |
| Асинибоија | 1882.    | 1905.   | Саскачеван, Алберта                      | - Јужна четврт данашњег дела провинције Саскачеван, и крајњи југоисточни део савремене провинције Алберта | |
| Атабаска   | 1882.    | 1905.   | Алберта, Саскачеван                      | - Првобитно северни део данашњег времена Алберте. - Проширено 1895. године да би укључило северни део данашњег Саскачевана. | |
| Франклин   | 1895.    | 1999.   | Северозападне територије, Нунавут        | - Сва канадска острва Арктичког океана, плус копно Полуострво Мелвил и Полуострво Буија (оба у данашњем Нунавуту). - Проширен 1920. године на острва у заливу Хадсон, заливу Џејмс и заливу Унгава. | Дистрикт је фактички престао да функционише много година пре 1999. године, стварањем Северозападних територијалних „административних региона“ |
| Киватин    | 1905.    | 1999.   | Нунавут, Онтарио, Манитоба               | - У почетку је обухватао крајње северне делове савременог Онтарија и Манитобе, као и скоро све копнене делове данашњег Нунавута. - Сва земља јужно од 60. паралеле уступљена Онтарију и Манитоби 1912. - Не треба мешати са Киватин (регија) (1876-1905), аутономни независни ентитет који тада није био део Северозападне територије.                                                     | Дистрикт је фактички престао да функционише много година пре 1999. године, стварањем Северозападних територијалних „административних региона“ |
| Мекензи    | 1895.    | 1999.   | Северозападне територије, Нунавут, Јукон | - Обухвата цео копнени део данашњих северозападних територија и крајњи северозападни део копна („копнени део“) данашњег Нунавута. - Првобитно је укључивало нешто земље које се сада налази у крајњем источном и североисточном делу Јукона, уступио је ову област територији Јукон 1901. године као део прилагођавања граница.                                                            | Дистрикт је фактички престао да функционише много година пре 1999. године, стварањем Северозападних територијалних „административних региона" |
| Саскачеван | 1882.    | 1905.   | Саскачеван, Алберта, Манитоба            | - Централни и северно-централни део савремене Провинције Саскачеван, као и североисточни део данашње Провинције Алберта, и северозападни део савременог Провинције Манитоба. | |
| Унгава     | 1895.    | 1920.   | Квебек, њуфаундленд и Лабрадор, Нунавут  | - у почетку је укључивао савремени северни Квебек, унутрашњост модерног Лабрадора; и острва у заливу Хадсон, заливу Џејмс и заливу Унгава која су сада део Нунавута. - Најјужнији део округа је уступљен Квебеку 1898. године. - Сва преостала континентална земља је уступљена Квебеку 1912. године. - Преостала (ненасељена) приобална острва пребачена су у Округ Франклин 1920.године. | Дистрикт је фактички престао да функционише 1912. године, након што је сва континентална земља уступљена Квебеку.                             |
| Јукон      | 1895.    | 1898.   | Јукон                                    | У близини данашњег Јукона, део земље у данашњем Јукону на источној граници пренет је из округа Мекензи 1901. године. | Претворена у аутономну територију Јукон 1898. због лакше контроле области појавом Златне грознице                                             |

### 1882. година
Како је јужни део северозападних територија постао насељен, четири округа су створена 1882. године, ради лакшег управљања, за разлику од Киватина, ове области су остале део северозападних територија, и због тога су формално назване привремени окрузи:
- „Округ Алберта” је био место где се данас налази југозападни део провинције Алберта, источно од Британске Колумбије, западно од линије између опсега 10 и 11 Доминион Ланд Сурвеи (око 112° западно) и северно од границе Канаде и САД.

- „Округ Атабаска” покривао је северну половину данашње Алберте.

- „Округ Асинибоја” је био место где се данас налази најјужнија четврт Саскачевана (јужно од Девете корективне линије, око 51,97° северно), али се протезао нешто западније до данашње Алберте.

- „Округ Саскачеван” се налазио северно од Асинибоје и протезао се на пола пута до модерног Саскачевана (18. линија корекције, око 55,11° северно). Протезала се источније од Асинибоје, ишла све до обале језера Винипег и реке Нелсон. Протезао се и на запад до данашње Алберте.

### 1885. година
Северни део северозападних територија подељен је, 1895. године, на још четири унутрашња округа ради лакше администрације:[4][5]
- „Округ Франклин” су чинила арктичка острва.
- „Округ Унгава” се састојао од данашњег северног Квебека, делова Лабрадора и приобалних острва (у заливу Хадсон, Џејмс и Унгава) која су данас део Нунавута.
- „Округ Јукон” се састојао од данашњег Јукона.
- „Округ Макензи” је био остатак, који се протезао од границе Јукона на западу до границе Кiватин на истоку, и не obuhvata ниједно од острва.
- „Округ Атабаска” се проширио и захватио северну половину данашње Алберте и Саскачевана.

### 1898. година
Северозападне територије су се смањиле 1898. године када је Златна грозница у Клондајку захтевала претварање „округа Јукон” у аутономну „територију Јукон”. Такође, најјужнији део Унгаве је уступљен Квебеку.

### 1901. година
Направљено је мање прилагођавање границе, пошто је мали део земље у северозападном делу „округа Мекензи” уступљен „територији Јукон”.

### Од 1905. до 1906. године
Северозападне територије доживеле су значајна прилагођавања између 1905. и 1906. године:
- Окрузи Алберта, Асинибоја, Атабаска и Саскачеван су реорганизовани у провинције Алберта и Саскачеван (1905).
- Првобитна независна територија „Дистрикт оф Киватин“, која се знатно смањила у односу на величину из 1876. године, пошто су велики делови њене области послужили у проширење Манитобе и Онтарија, одрекла се своје аутономије и постала дистрикт у оквиру северозападних територија (1906).
- Мали источни део (сада) угашених округа Саскачеван и Атабаска додат је округу Киватин.
- Део округа Макензи је додат округу Киватин.
- Црта је уклоњена са северозападних територија, тако да је област сада названа Северозападне територије (1906).
- Северозападне територије сада су се састојале од округа Френклин, Унгава, Мекензи и Киватин.

### 1912. година
Северозападне територије су у наредним годинама и даље биле распарчаване, 1912:
- Цео континентални део округа Унгава претворен је у северну експанзију провинције Квебек. Само је више од 1.500 скоро потпуно ненасељених приобалних острва округа остало део северозападних територија, постали су део округа Франклин 1920. године.
- Већина округа Киватин је претворена у северну експанзију провинција Онтарио и Манитоба.

Северозападне територије сада су се састојале од округа Франклин, Макензи и Киватин. Унгава је остала округ до 1920. године, али без становништва којим би се управљало, ова ознака округа је практично била некоришћена након 1912.
Три преостала округа су наставила да се користе током неколико деценија, али како је контрола над територијом премештена са одељења савезне владе на централизовану владу у Јелоунајф почевши од 1967. године, почели су да имају далеко мању употребу. Иако су округи Френклин, Мекензи и Киватин наставили да се појављују на многим мапама (и наставили да постоје), до 1980-их практична управа северозападних територија је подељена на четири административна региона : Инувик, Форт Смит, Киватин и Бафин. Пети регион, „Централни арктички регион” и познат под именом Китикмеот, касније је одељен од региона Форт Смит.

### 1999. година
Северозападне територије су, 1999. године, смањене на садашњу величину, а појам „округа” је укинут, стварањем територије Нунавута. Бивши округ Киватин, већина арктичких острва округа Франклин и североисточни део округа Макензи сада чине Нунавут, док остатак Френклина и већина бившег округа Мекензи чине тренутну верзију северозападних територија.